# Muerte de tinta
Este es el 3.er y último libro de la trilogía Mundo de Tinta, escrita por Cornelia Funke

## Argumento
En el Mundo de Tinta, Mo, el padre de Meggie, se está dedicando a proteger a las familias humildes de Umbra de su nuevo gobernador Pardillo, hermano de la esposa de Cabeza de Víbora. Pese a todo, está más preocupado por Resa, que se halla embarazada.
Mientras tanto, Farid trabaja como criado para Orfeo, que ahora es rico gracias a los tesoros que hace aparecer con la lectura. Farid intenta persuadirlo de que escriba para traer de vuelta a Dedo Polvoriento, aunque Orfeo no lo hace pues disfruta de su nueva vida. Finalmente, es Resa la que consigue convencerle para que escriba, pidiéndole dos favores: que escriba para traer de vuelta a Dedo Polvoriento de entre los muertos y que consiga preparar algunas palabras que transporten tanto a Meggie y Mo, como a ella a casa de Elinor.
Pero, Orfeo decide tenderle una trampa a Mo, pues se siente celoso de sus habilidades. Intenta que la Muerte lo retenga como pago por la vuelta del escupefuego (Dedo Polvoriento). La Muerte no se deja engañar por las palabras, y le propone a Mo un trato: si consigue asesinar a Cabeza de Víbora, destruyendo el libro que le hacía inmortal, ella le dejaría en paz. En cambio, si fracasaba, se cobraría con su vida junto con la de Meggie y la de Dedo Polvoriento.
Y Orfeo, furioso porque su plan de destruir a Mo no había funcionado, se alía con Cabeza de Víbora para acabar con él de una vez por todas. Lo engatusa diciendo que es un mago y que puede conseguir cualquier cosa que el monarca le pida. Cabeza de Víbora se ve complacido y lo acepta entre sus filas.
Para poder cumplir su acuerdo, Mo se alía con Violante (hija de Cabeza de Víbora), la cual está ansiosa por destruir a su padre. Al mismo tiempo, los bandidos evacúan a todos los niños de Umbra, pues se ha corrido el rumor de que van a enviarlos a las minas de plata. Se instalaron en una cueva durante una temporada, pero se tuvieron que marchar, debido a que alguien había alertado a los soldados de la presencia de los titiriteros. Se instalaron unos kilómetros más al norte, en un árbol lleno de nidos que se habían construido años atrás para esconder a los niños de los gigantes de las montañas. Aunque estaba en desuso, consiguen hacerlo habitable usando lianas y cuerdas.
Violante, Mo y Dedo Polvoriento, se instalan junto con los niños-soldados de la princesa, en el Castillo del Lago, patria de la madre de Violante.
Resa, mientras tanto, se ha escapado del campamento y se dedica a buscar a Mo, en compañía de un joven bandido llamado Recio. Tras encontrarse el cadáver de Mortola (la madre de Capricornio) consigue unas bayas llamadas La Muerte Pequeña que la transforman en golondrina, permitiéndole entrar en el castillo sin ser vista por los soldados de Cabeza de Víbora, que se hallan sitiándolo.
Cabeza de Víbora obliga a Mo a encuadernarle otro libro, pues el anterior lo estaba pudriendo en vida. Mo se puso a trabajar, aunque esperaba que Dedo Polvoriento le trajera el libro anterior para escribir las tres palabras fatales. No fue él quien lo trajo, sino Jacopo, el hijo de Violante, el cual se había enfadado con su abuelo por la forma que tenía de tratar a su madre, que estaba encerrada en las mazmorras del Castillo del Lago.Mientras Jacopo distraía a Pifano, Mo escribió las tres palabras "corazón, sangre y muerte", acabando así con la vida de Cabeza de Víbora.
Cuando vuelven al campamento, se encuentran con que Elinor y Darius también habían logrado entrar en la historia de corazón de tinta.
Farid le pide a Meggie que se vaya con él de ciudad en ciudad,pero ella rechaza su propuesta, ya que hacía tiempo que su corazón dejaba de latir con rapidez al ver a Farid y en cambio, estaba enamorada del hermano del bandido Recio, Doria.
Al final, Violante consigue el trono de Umbra, a pesar de que en unos años una nueva guerra se declare. Una que la enfrentará a ella y a su cuñada, la viuda de Cabeza de Víbora que vive en el castillo La Noche junto a su hijo. Mientras tanto, Resa tuvo un niño en una granja solitaria.
- Datos: Q2632128